# Andeade
Andeade (llamada oficialmente Santiago de Andeade) es una parroquia y una aldea española del municipio de Touro, en la provincia de La Coruña, Galicia.

## Entidades de población
Entidades de población que forman parte de la parroquia:
- Andeade
- Casa Grande (A Casa Grande)
- Castelo (O Castelo)
- Fuente Alvite (Fonte Alvite)
- La Iglesia[5] (A Eirexe)
- O Bugallo
- Outeiro (O Outeiro)

## Demografía

### Parroquia
| Gráfica de evolución demográfica de Andeade (parroquia) entre 2000 y 2019 |
|                                                                           |
| Datos según el nomenclátor publicado por el INE.                          |

### Aldea
| Gráfica de evolución demográfica de Andeade (aldea) entre 2000 y 2019 |
|                                                                       |
| Datos según el nomenclátor publicado por el INE.                      |